# Liste der Flaggen im Rhein-Kreis Neuss
Diese Liste beinhaltet alle in der Wikipedia gelisteten Flaggen im Rhein-Kreis Neuss in Nordrhein-Westfalen. Weitere Flaggen von Städten, Gemeinden und Kreisen in Nordrhein-Westfalen sind über die Navigationsleiste am Ende der Seite erreichbar.
| Der Rhein-Kreis Neuss in Nordrhein-Westfalen |  | Die Flagge des Rhein-Kreises Neuss wurde am 12. Dezember 1952 durch den Regierungspräsidenten in Düsseldorf genehmigt. Die Hauptsatzung des Kreises beschreibt die Flagge und das Banner wie folgt: „Das Kreiswappen auf weißem Grund, dessen beide Längsseiten durch schmale schwarze Streifen begrenzt werden. Die Farben des Kreises sind schwarz-weiss.“ Der Rhein-Kreis Neuss führt folgendes Wappen: „Im gespaltenen Schild vorne ein schwarzes Kreuz in Silber, hinten ein schwarzer, rotgezungter Löwe in Gold.“ |

## Städte und Gemeinden
| Stadt oder Gemeinde     | Hissflagge | Banner | Zitate aus den Hauptsatzungen der Gemeinden und Städte |
| ----------------------- | ---------- | ------ | --- |
| Stadt Dormagen          |            |        | Der Stadt Dormagen ist mit Urkunde des Regierungspräsidenten in Düsseldorf vom 21. Dezember 1977 das Recht zur Führung eines Wappens, Dienstsiegels und einer Flagge (Banner, Hissflagge) verliehen worden. Das Wappen zeigt in der oberen Hälfte auf goldenem (gelbem) Grunde einen schreitenden rotbewehrten und -bezungten schwarzen Löwen und durch einen blauen Wellenbalken geteilt in der unteren Hälfte auf silbernem (weißem) Grunde ein geteiltes durchgehendes schwarzes Kreuz. […] Die Flagge (Banner und Hissflagge) zeigt in der oberen Hälfte auf gelbem Tuch den rotbewehrten und -bezungten schwarzen Löwen und durch einen blauen Wellenbalken geteilt in der unteren Hälfte auf weißem Tuch das schwarze Kreuz. |
| Stadt Grevenbroich      |            |        | Die Stadt Grevenbroich hat ein Stadtwappen. Es zeigt in Rot eine silberne (weiße) Burg mit hohem gezinntem Torturm und niederem gezinntem Anbau; rechts einen goldenen (gelben) Schild mit einem rotbewehrten und rotbezungten schwarzen Löwen. Das Banner der Stadt Grevenbroich ist Rot-Weiß-Rot im Verhältnis 1:4:1 längsgestreift mit dem etwas über die Mitte nach oben verschobenen Wappenschild der Stadt. |
| Gemeinde Jüchen         |            |        | Der Gemeinde Jüchen ist mit Urkunde des Regierungspräsidenten in Düsseldorf vom 21. Juli 1978 das Recht zur Führung eines Wappens verliehen worden. Beschreibung des Wappens: In Blau eine silberne Kirche in Seitenansicht, rechts ein goldener Schild mit einem rot gezungten schwarzen Löwen; oben vorne ein zunehmender goldener Mond, hinten ein sechs- strahliger goldener Stern. […] Der Gemeinde ist ferner mit Urkunde des Regierungspräsidenten in Düsseldorf vom 21. Juli 1978 das Recht zur Führung einer Flagge verliehen worden. Beschreibung der Flagge: Längsgestreift im Verhältnis 1 : 1 von Blau und Gelb, über der Mitte der Wappenschild.                                                                     |
| Stadt Kaarst            |            |        | Die Stadt Kaarst führt ein Wappen, ein Siegel und eine Flagge (Banner). Das Wappen ist wie folgt beschrieben: Unter silbernem Schildhaupt, dar in ein durchgehendes schwarzes Kreuz, gespalten von Blau und Gold, vorne drei 2:1 gestellte silberne Mühleisen, zwischen denen ein goldener Ring, hinten ein roter von einem silbernen Schwert durchteilter Mantel. […] Die Flagge (Banner) ist wie folgt beschrieben: Unter weißem Bannerhaupt, darin der Wappenschild der Stadt, längs gestreift im Verhältnis 1:1 von Blau und Gold. |
| Stadt Korschenbroich    |            |        | Der Stadt Korschenbroich ist am 22. Juli 1977 vom Regierungspräsidenten in Düsseldorf das Recht zur Führung eines Wappens verliehen worden. Beschreibung des Wappens: Gespalten, vorne in Silber (Weiß) ein schwarzes durchgehendes Kreuz, hinten fünfmal geteilt von Gold (Gelb) nach Schwarz. Der Stadt Korschenbroich ist ferner mit Urkunde des Regierungspräsidenten Düsseldorf vom 9. November 1979 das Recht zur Führung einer Flagge und eines Banners verliehen worden. Beschreibung der Flagge: Gelb und schwarz im Verhältnis 1:1 längsgestreift, in der Mitte der Wappenschild der Stadt. Beschreibung des Banners: Gelb und schwarz im Verhältnis 1:1 längsgestreift mit dem Stadtwappen etwas ober-halb zur Mitte.   |
| Stadt Meerbusch         |            |        | Die Hauptsatzung der Stadt Meerbusch enthält keine Beschreibung des Wappens und der Flagge. Wappenbeschreibung: Das Wappen der Stadt Meerbusch zeigt unter dem roten sogenannten ‚Schildhaupt‘ acht rote Blätter auf goldenem oder gelbem Feld, die im Stiel sternförmig zusammengeschlossen sind. |
| Stadt Neuss             |            |        | Das Wappen der Stadt Neuss zeigt auf einem von Schwarz und Rot gespaltenen Schild im schwarzen (linken) Feld einen rot bewehrten, goldenen Doppeladler, im roten (rechten) Feld ein durchgehendes silbernes Kreuz. Das Wappen wird von einer goldenen deutschen Kaiserkrone gekrönt. Als Wappenhalter dienen zwei goldene Löwen. Die Farben der Stadt Neuss sind rot und weiß. |
| Gemeinde Rommerskirchen |            |        | Der Gemeinde Rommerskirchen ist mit Urkunde des Regierungspräsidenten in Düsseldorf vom 4. Oktober 1979 das Recht zur Führung eines Wappens verliehen worden. Wappenbeschreibung: Das Gemeindewappen zeigt in Grün drei (2:1) goldene Adler unter einem fünflätzigen goldenen Turnierkragen. Der Gemeinde Rommerskirchen ist mit Urkunde des Regierungspräsidenten in Düsseldorf vom 4. Oktober 1979 das Recht zur Führung einer Flagge verliehen worden. Flaggenbeschreibung (Banner und Hissflagge): In grün das Gemeindewappen ohne Schild, etwas zur Stange hin verschoben. |